# Therrya piceae
Therrya piceae är en svampart som beskrevs av A. Funk 1980. Therrya piceae ingår i släktet Therrya och familjen Rhytismataceae.   Inga underarter finns listade i Catalogue of Life.